# Guanaja (kommun)
Guanaja är en kommun i Honduras.   Den ligger i departementet Departamento de Islas de la Bahía, i den norra delen av landet, 300 km nordost om huvudstaden Tegucigalpa. Antalet invånare är 4 535. Guanaja ligger på ön Isla de Guanaja.